# Cropia carnitincta
Cropia carnitincta là một loài bướm đêm trong họ Noctuidae.